# Милован Станковић (политичар, 1949)
Милован Станковић (18. август 1949) српски је официр и политичар. Он је пензионисани пуковник ВРС и бивши министар унутрашњих послова Републике Српске.

## Биографија
Станковић је током рата у БиХ био командант одбране Добоја и Озрена.
Био је члан Социјалистичке партије и народни посланик у другом сазиву Народне скупштине од 1996. до 1997. године. У жижу јавности је доспио 1997. у јеку политичких турбуленција на релацији Пале — Бања Лука, као противник СДС-а, када је са групом наоружаних лица заузео предајник на Дугој Њиви ради покривања веће територије ТВ сигналом из Бање Луке. У седмој Влади Републике Српске, изабраној 18. јануара 1998. године, на чијем је челу био Милорад Додик, именован је за министра унутрашњих послова. Функцију је обављао до 12. јануара 2001. године.
Током потраге за тадашњим хашким оптужеником Ратком Младићем медији у Србији су Станковића именовали као "шефа Младићеве логистике".
Милована Станковића (СП) из Добоја, пензионисаног пуковника и бившег министра унутрашњих послова, не треба мијешати са имењаком Милованом Станковићем (СДС) из Теслића, дипломираним економистом и бившим министром одбране Републике Српске.